# St. Johnsbury
St. Johnsbury és un poble i seu del Comtat de Caledonia a l'estat de Vermont dels Estats Units d'Amèrica.

## Demografia
Segons el cens dels Estats Units del 2000 St. Johnsbury tenia 7.571 habitants, 1.169 habitatges, i 648 famílies. La densitat de població era de 205,4 habitants per km².
Dels 1.169 habitatges en un 28,8% hi vivien nens de menys de 18 anys, en un 44,5% hi vivien parelles casades, en un 11,8% dones solteres, i en un 40% no eren unitats familiars. En el 32,9% dels habitatges hi vivien persones soles el 15,2% de les quals corresponia a persones de 65 anys o més que vivien soles. El nombre mitjà de persones vivint en cada habitatge era de 2,25 i el nombre mitjà de persones que vivien en cada família era de 2,85.
Per edats la població es repartia de la següent manera: un 12,8% tenia menys de 18 anys, un 19,1% entre 18 i 24, un 26% entre 25 i 44, un 23,6% de 45 a 60 i un 18,5% 65 anys o més.
L'edat mediana era de 39,5 anys. Per cada 100 dones de 18 o més anys hi havia 90,5 homes.
La renda mediana per habitatge era de 20.269 $ i la renda mediana per família de 41.961 $. Els homes tenien una renda mediana de 30.846 $ mentre que les dones 22.131 $. La renda per capita de la població era de 16.807 $. Entorn del 12% de les famílies i el 14,7% de la població estaven per davall del llindar de pobresa.